# Omar-Moschee (Jerusalem)

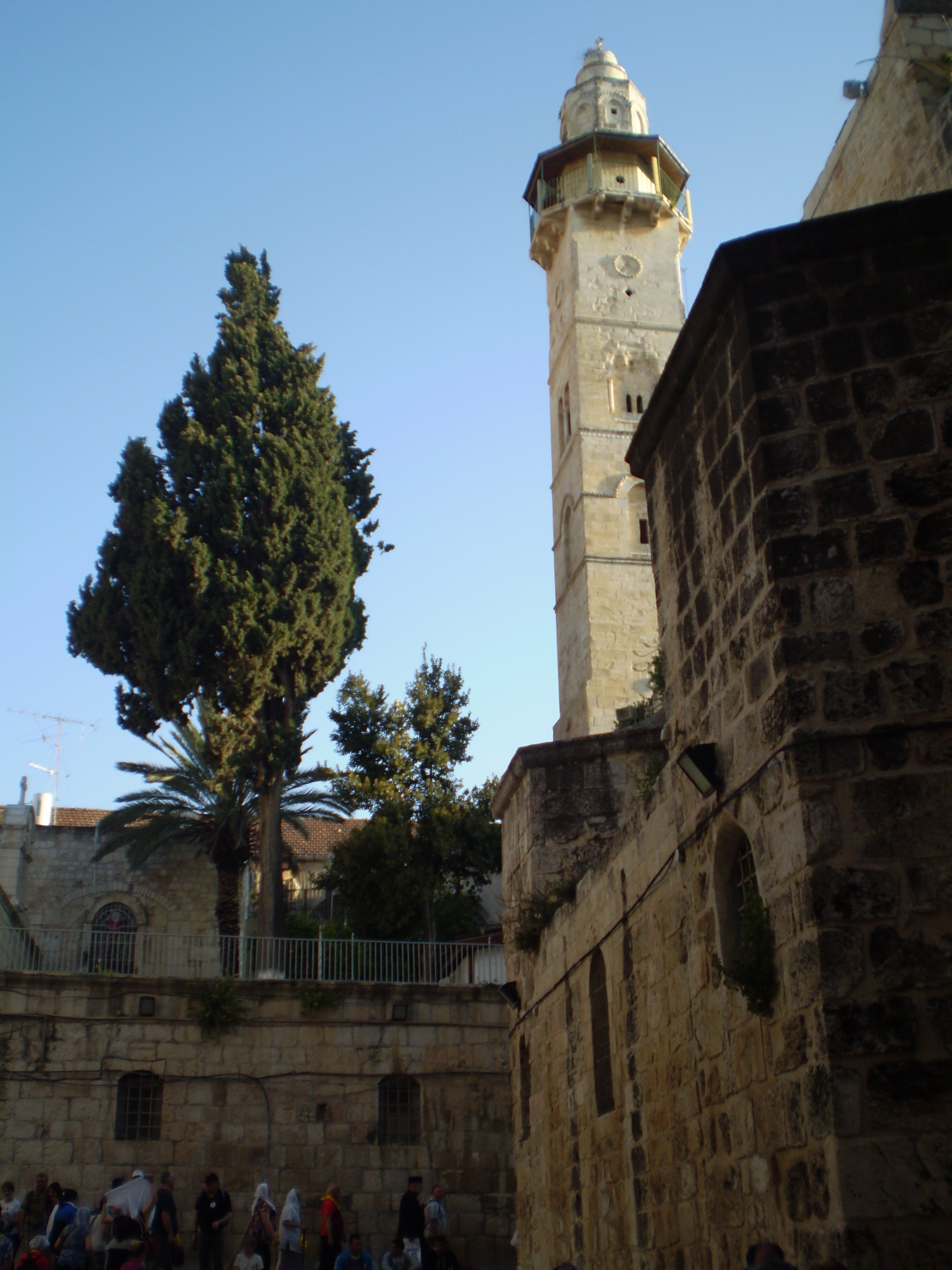
Minarett der Omar-Moschee

Die Omar-Moschee (arabisch مسجد عمر بن الخطاب, DMG Masǧid ʿUmar b. al-Ḫaṭṭāb, hebräisch מִסְגַּד עוּמַר Misgad ʿUmar) befindet sich in unmittelbarer Nachbarschaft zur Grabeskirche im christlichen Viertel (Areal Muristan) der Jerusalemer Altstadt in Israel. 
Die Moschee wurde durch Sultan al-Afdal ibn Salah ad-Din aus der Ayyubiden-Dynastie erbaut und sollte an die Belagerung von Jerusalem von 637 erinnern. Sie steht an der Stelle, an der Kalif Omar nach der Eroberung der Stadt betete. Ihr Minarett ist etwa 15 Meter hoch und überragt die benachbarte 
Grabeskirche.
Gelegentlich wird der Felsendom auf dem benachbarten Tempelberg ebenfalls als „Omar-Moschee“ bezeichnet.